# Otaria flavescens
Il leone marino sudamericano o leone marino meridionale (Otaria flavescens, in passato Otaria byronia) è un leone marino che vive lungo le coste cilene, peruviane, uruguayane e argentine. Il suo nome scientifico è stato oggetto di notevoli controversie tra i tassonomisti che spingevano per Otaria flavescens e i sostenitori di Otaria byronia. Alla fine, ha prevalso il nome più antico (come previsto dalle regole di tassonomia).

## Descrizione fisica

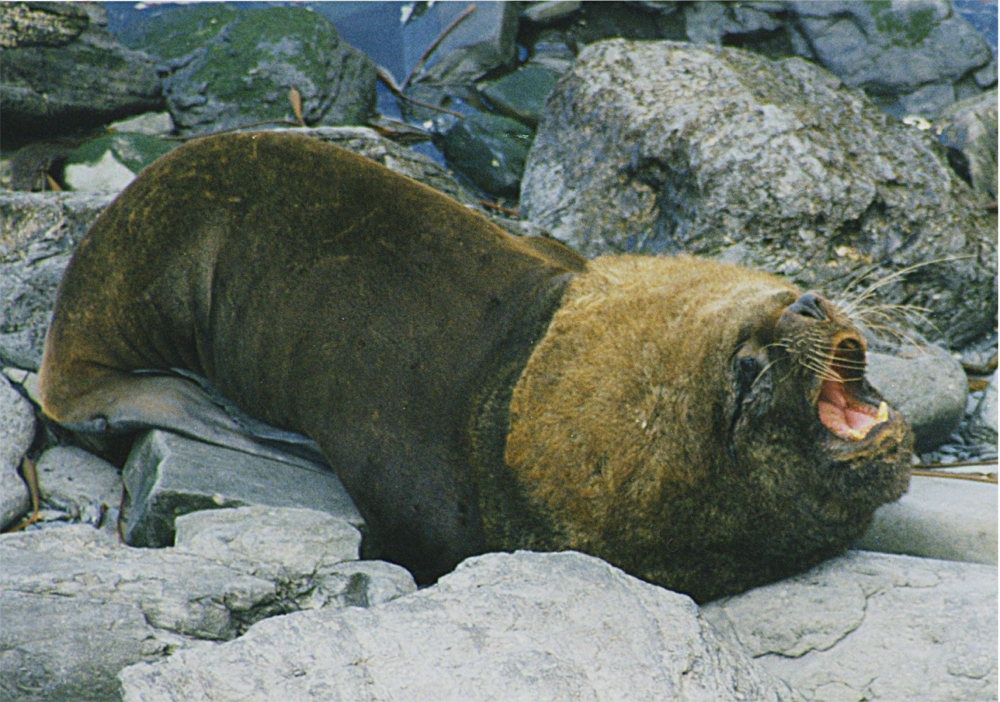
Maschio adulto di leone marino sudamericano sulle isole Falkland.

L'aspetto del leone marino sudamericano è forse l'archetipo del leone marino. I maschi hanno una testa molto grande ricoperta da una criniera ben sviluppata che rende questa specie la più leonina tra le otarie. Pesano il doppio delle femmine. Sia i maschi che le femmine sono di colore arancio ed hanno il muso rivolto verso l'alto. Le criniere dei maschi sono di colore più chiaro di quelle delle femmine, ma il pelo della testa e del collo, al contrario, è più chiaro in queste ultime. I piccoli nascono neri o marroni scuri, ma successivamente, dopo la muta, divengono color cioccolata. Le dimensioni e il peso del leone marino sudamericano variano notevolmente. I maschi adulti possono raggiungere i 2,6 m di lunghezza e pesare fino a 300 kg. Le femmine, invece, raggiungono solamente gli 1,8–2 m di lunghezza e pesano circa la metà dei maschi, intorno ai 150 kg. Questi leoni marini presentano il dimorfismo sessuale più accentuato tra tutte e cinque le specie di leone marino.

## Nutrizione
I leoni marini sudamericani si nutrono di una grande varietà di pesci, compresi naselli argentini e acciughe. Si nutrono anche di cefalopodi, come calamari pinnacorta, calamari della Patagonia e polpi. Sono stati visti perfino attaccare pinguini e giovani otarie orsine sudamericane. Cacciano generalmente in acque basse a non più di cinque chilometri dalla costa. Spesso si nutrono sul fondo alla ricerca di prede lente, ma sono stati visti cacciare anche in gruppo. Quando catturano una preda, la sbattono violentemente e la divorano a parte. A loro volta, però, questi leoni marini vengono predati da orche, squali e puma.

## Comportamento e riproduzione

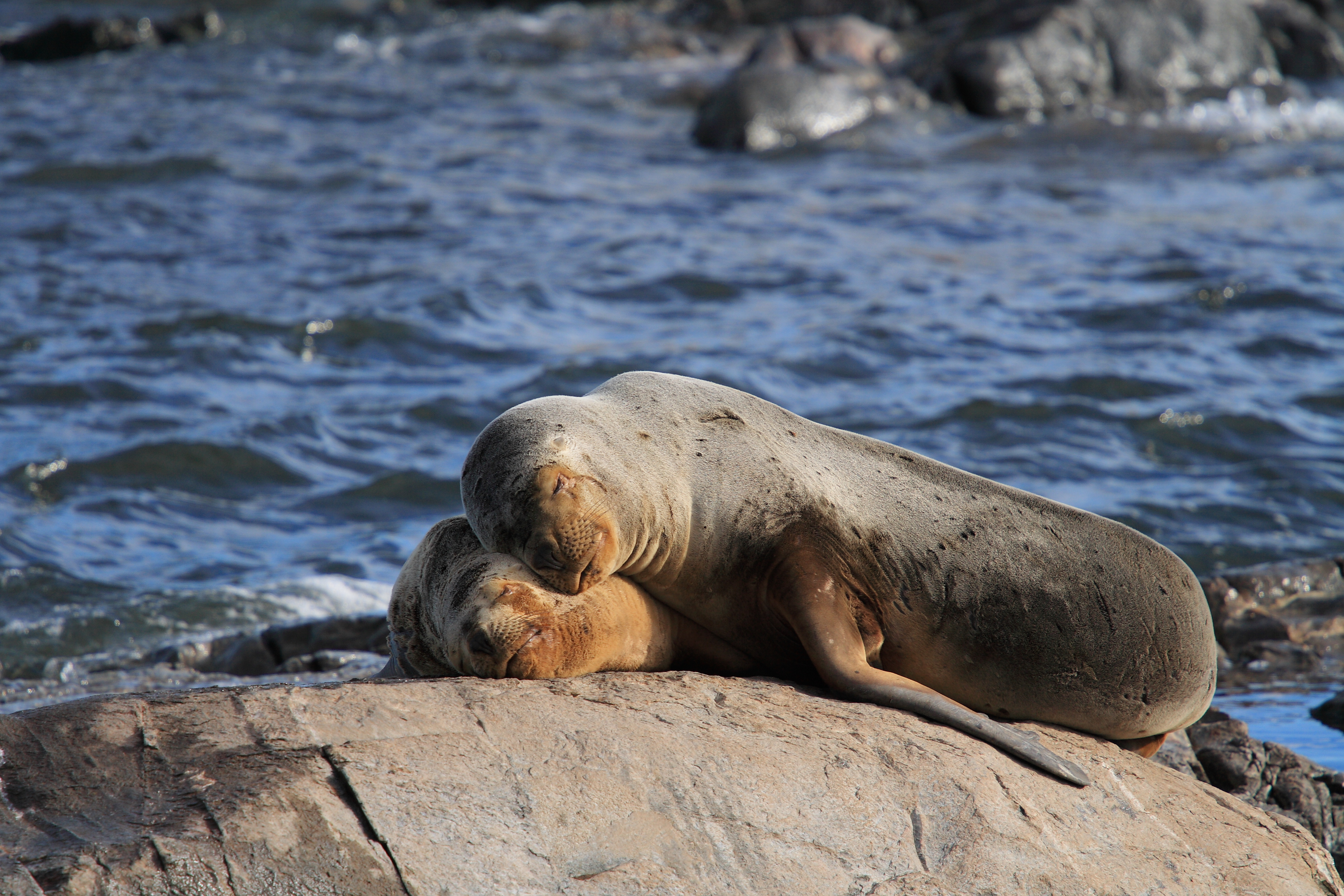
Madre di leone marino con il piccolo.

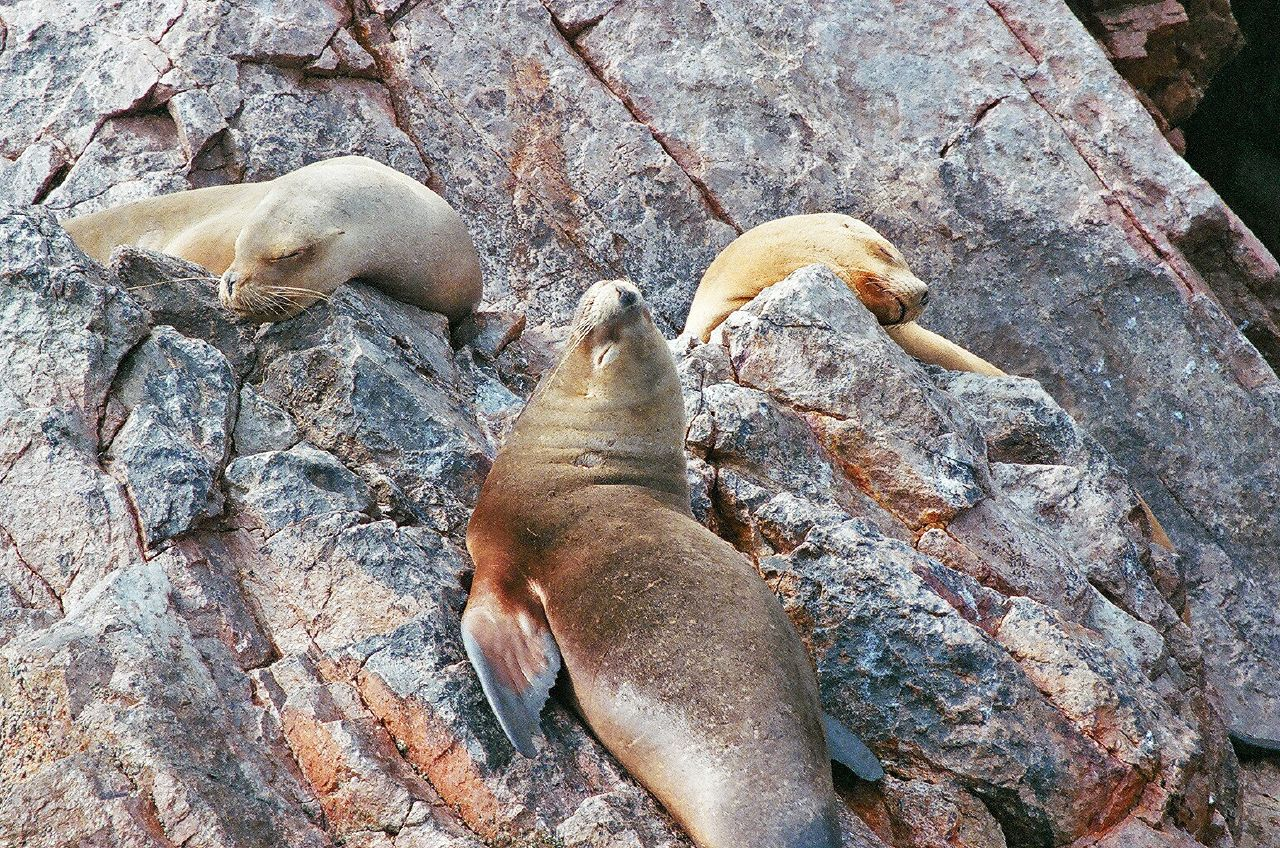
Leoni marini sudamericani distesi al sole sulle isole Ballestas.

I leoni marini sudamericani preferiscono riprodursi su spiagge sabbiose, ma si adattano, se necessario, anche a quelle costituite da ghiaia, rocce o ciottoli. Possono essere visti, inoltre, sulle piatte rocce delle scogliere con pozze di marea. Le colonie di leoni marini localizzate su spiagge rocciose sono più sparse che di quelle su spiagge sabbiose, ghiaiose o ciottolose. Le colonie si distanziano l'una dall'altra quando il tempo è più caldo e soleggiato.
Gli accoppiamenti avvengono tra agosto e dicembre e i piccoli vengono messi alla luce tra dicembre e febbraio. Ogni gruppo riproduttivo è composto da un numero di femmine fino a 18 esemplari e da uno o più maschi. Questi ultimi difendono i propri confini bramendo, ruggendo ed emettendo altre vocalizzazioni. I maschi sorvegliano le femmine all'interno dei propri territori e non le lasceranno fino a quando non le avranno fecondate. Il numero dei combattimenti tra maschi varia a seconda del numero di femmine in palio.

Durante la stagione riproduttiva, questi gruppi subiscono l'attacco da parte di bande di maschi subadulti che tentano di accoppiarsi con le femmine. Queste incursioni portano il caos negli harem, separando le madri dai giovani. I maschi residenti non sono in grado di scacciare tutti gli invasori e di tenere le femmine all'interno dei territori.

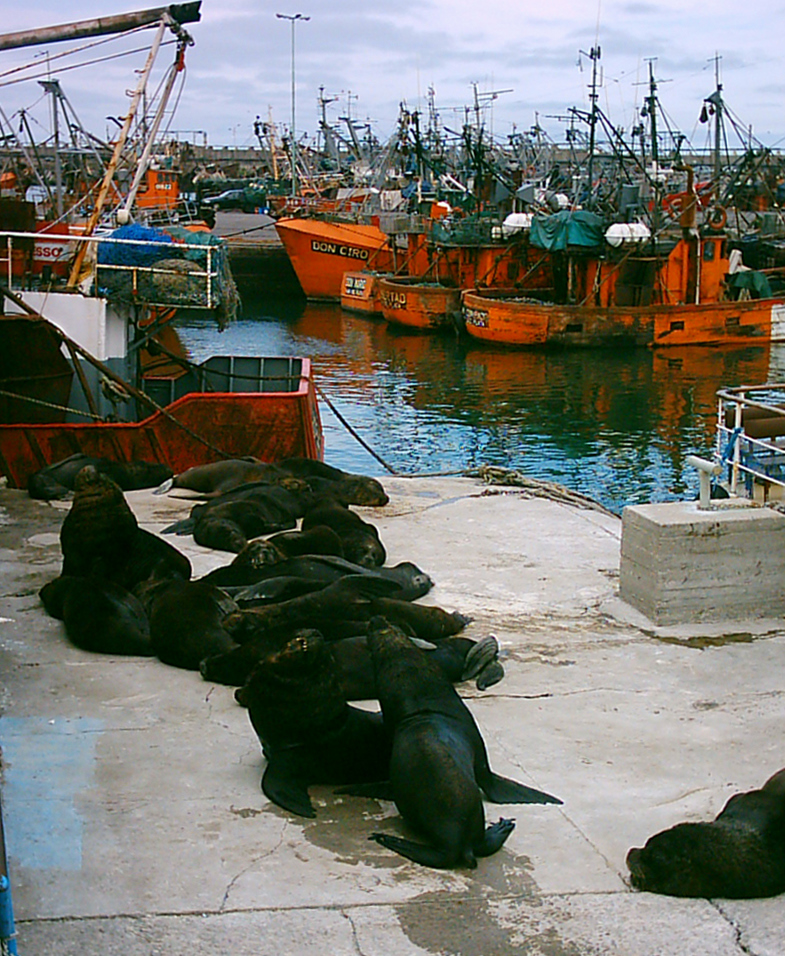
Leoni marini sudamericani in un porto di Mar del Plata.

 Tuttavia, non sempre i maschi subadulti riescono ad accoppiarsi. A volte si accoppiano mentre il gruppo riproduttivo dorme, altre volte rapiscono dei cuccioli, forse per tentare di tenere sotto controllo le femmine. Quando ciò accade, i cuccioli vengono feriti gravemente o perfino uccisi.
Dopo aver partorito, le madri intervallano periodi in cui si nutrono in mare ad altri trascorsi sulla spiaggia ad allattare. I piccoli entrano in acqua per la prima volta a 4 settimane, ma non sono svezzati fino a 12 mesi, cioè fino a quando la madre non partorisce un nuovo piccolo.

## Conservazione
I leoni marini sudamericani sono stati cacciati intensamente nel XIX e XX secolo. Da allora la caccia è diminuita e per questa specie, protetta nella maggior parte del suo areale, l'uomo non costituisce quasi più una minaccia. Comunque, sulle isole Falkland, il loro numero continua a diminuire, poiché vengono spesso uccisi dai pescatori, visto che rubano il pesce e danneggiano le reti. A parte questo, i leoni marini giocano un ruolo importante nell'ecosistema.